# Junior Eurovision Song Contest 2011

Deltagande länder
Länder som deltog tidigare år men inte 2011

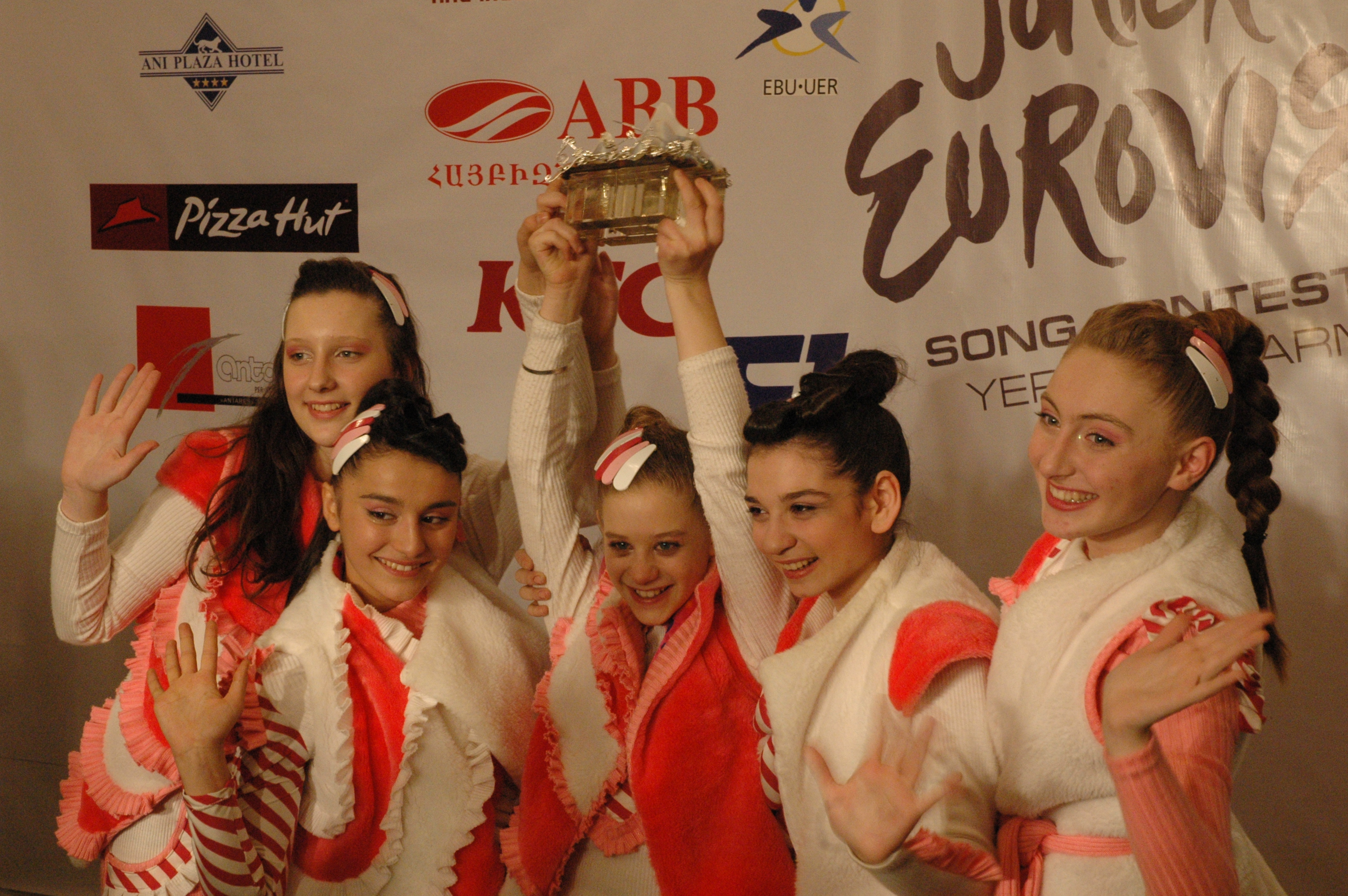
Candy tog hem segern för Georgien och därmed landets andra vinst.

Junior Eurovision Song Contest 2011 var den nionde upplagan av Junior Eurovision Song Contest och anordnades den 3 december 2012 i Armeniens huvudstad Jerevan, med Gohar Gasparyan och Avet Barseghyan som programledare. För första gången i tävlingens historia arrangerades tävlingen i föregående års vinnande land, i det här fallet Armenien, dock inte på grund av landets vinst 2010. Tävlingen vanns av gruppen Candy för Georgien med låten "Candy Music", medan andra och tredje plats gick till Nederländerna och Vitryssland, respektive. I och med Georgiens vinst var nu landet, tillsammans med Vitryssland, det enda som vunnit två gånger. Dessutom var och är Georgien ensamstående om att ha vunnit tävlingen med en grupp bestående av tre personer eller flera, och dessutom två gånger.

## Arrangemanget

### Värdlandet
Budgivningen om vem som skulle få arrangera tävlingen stod mellan fyra länder; 2010 års värdnation Vitryssland, 2010 års vinnare Armenien, tidigare vinnaren Georgien, och Sverige.
Den 18 januari 2011 meddelade EBU och det armeniska tevebolaget ARMTV att tävlingen skulle komma att arrangeras i Jerevan, huvudstad i Armenien, och att Karen Demirtjan-komplexet skulle komma att stå som värdarena. Detta innebar att tävlingen för första gången sedan starten 2003 skulle arrangeras i det land som vann tävlingen året innan, det vill säga i det här fallet Armenien. Det var dock inte av denna anledning som det armeniska tevebolaget fick rätten att stå värd för tävlingen. I regelverket för tävlingen står det att det segrande landet ges inte rätt att per automatik vara värdland för nästkommande Junior Eurovision Song Contest som i Eurovision Song Contest, utan att värdlandet väljs innan föregående års tävling är avgjord för att undvika extra vinstpress på barnen. Armenien valdes dock i detta fall som värdland först efter att 2010 års upplaga avgjorts.

### Plats
Jerevan (armeniska: Երեւան eller Երևան) också Eriwan är huvudstad i Armenien, nära gränsen till Turkiet. Staden utgör en egen administrativ enhet på samma nivå som landets provinser, och befolkningen uppgick till 1 107 800 invånare i början av 2008.
Karen Demirtjan-komplexet, eller Hamalir (armeniska för komplex, armeniska: Կարեն Դեմիրճյանի անվան Մարզահամերգային Համալիր) är en sport- och konstertarena i Armeniens huvudstad Jerevan. Med sina drygt 2 000 publika platser var detta då den minsta arenan ett Junior Eurovision Song Contest skulle arrangeras i, fram till 2016.

## Format

### Grafisk design
I maj 2011 publicerade Armeniens nationella tevebolag ARMTV en tävling online för barn som kunde skicka in sina förslag till hur logotypen för tävlingen skulle se ut. Trots detta designades loggan i slutändan av ett professionellt team med medlemmar från armeniska ARMTV, EBU och vitryska Studio of Anton Baranov, varav den sistnämnda också stod för logotypen inför 2010 års tävling. Loggan presenterades slutligen den 15 juli 2011, med titeln "Reach For The Top" (Sikta mot toppen). Loggan inspirerades tydligt av berget Ararat och speglar olika plan av klossar som formar konturerna och formen av ett berg.
| ”                                                                           | Logotypen är levande, ung och lekfull. Parollen "Reach For The Top" [Sikta mot toppen, red. anm.] återspeglar verkligen de tävlandes ambitioner, och inspirerar förhoppningsvis den yngre generationen armenier till att göra detsamma. | „ |
| – Sietse Bakker, Executive Supervisor of the Junior Eurovision Song Contest | |   |

Det svenska bolaget HD Resources kom att stå som teknisk side-kick under tävlingen.

### Ändringar kring röstningen
Inför detta års upplaga valde man att återgå till de ursprungliga reglerna kring telefonröstning, vilket innebar att tittare inte kunde börja rösta förrän dess att det sista bidraget hade framförts. Dessutom läste varje lands röstavlämnare upp samtliga poäng från och med 1 till 12 eftersom antalet tävlande länder var lägre i jämförelse med tidigare år.

## Händelser

### Rykten om nedläggning
Under hösten 2010 började spekulationer om en eventuell nedläggning av tävlingen cirkulera på internet. Dessa rykten dementerades dock den 19 november 2010 när den högsta chefen för EBU, svensken Svante Stockselius, meddelade att en ny upplaga av tävlingen skulle komma att arrangeras 2011.

### Återvändande artister
Tävlingens regelverk tillät fram till 2012 egentligen inte återvändande artister, det vill säga att en artist som tidigare ställt upp i tävlingen inte fick ställa upp på nytt. Dock bröt EBU mot denna regel då ryska Katya Ryabova, som ställde upp för Ryssland 2009, valdes till Rysslands representant i tävlingen. Redan 2010 hade Ryabova skickat in ett bidrag till den ryska nationella uttagningen men diskvalificerades av EBU eftersom regeln fortfarande då var i bruk. Efter 2011 års tävling skrotades denna regel helt.

## Deltagande länder
Den 15 juli 2011 presenterade EBU den officiella deltagarlistan för tävlingen. 12 länder had anmält sig inför tävlingen, däribland San Marino som skulle tävla för första gången. Lettland, Malta och Serbien valde att kasta in handduken och avstå från tävlan, varav Malta gjorde så för första gången i tävlingens historia. EBU hade dessutom kontaktat den italienska tevestationen RAI, och den spanska tevekanalen TVE om ett eventuellt deltagande, något som dock inte blev av eftersom man inte hade tillräckligt med tid att se över möjligheterna. En månad senare, den 15 augusti, bekräftade EBU att Bulgarien skulle komma att ställa upp i tävlingen efter två års uppehåll. Den 9 september meddelade även Lettlands tevebolag LTV att man avsåg att ställa upp trots att man tidigare meddelat sitt avhopp. Den 7 oktober 2011 meddelade dock SMRTV, tevebolaget i San Marino, att man valde att hoppa av tävlingen eftersom man inte kunde hitta någon artist till att representera landet. Slutligen presentrade EBU den officiella deltagarlistan inkluderat Bulgarien och Lettland, vilka drog upp antalet deltagande nationer från 12 till 13.
Utöver de 13 deltagande länderna sändes tävlingen även i Australien på SBS den 26 december 2011, och senare även den 9 april 2012.

## Resultat
| Nr | Land          | Artist             | Bidrag                            | Språk               | Plac. | Poäng |
| -- | ------------- | ------------------ | --------------------------------- | ------------------- | ----- | ----- |
| 01 | Ryssland      | Katya Ryabova      | "Romeo & Juliet"                  | ryska               | 4     | 99    |
| 02 | Lettland      | Amanda Bašmakova   | "Moondog"                         | lettiska            | 13    | 31    |
| 03 | Moldavien     | Lerika             | "No, No"                          | rumänska, engelska  | 6     | 78    |
| 04 | Armenien      | Dalita             | "Welcome to Armenia"              | armeniska, engelska | 5     | 85    |
| 05 | Bulgarien     | Ivan Ivanov        | "Superhero"                       | bulgariska          | 8     | 60    |
| 06 | Litauen       | Paulina Skrabytė   | "Debesys"                         | litauiska           | 10    | 53    |
| 07 | Ukraina       | Kristall           | "Evropa" (Європа)                 | ukrainska, engelska | 11    | 42    |
| 08 | Makedonien    | Dorijan Dlaka      | "Žimi ovoj frak" (Жими овој фрак) | makedonska          | 12    | 31    |
| 09 | Nederländerna | Rachel             | "Teenager"                        | nederländska        | 2     | 103   |
| 10 | Vitryssland   | Lidiya Zablotskaya | "Angely dobra" (Ангелы добра)     | ryska               | 3     | 99    |
| 11 | Sverige       | Erik Rapp          | "Faller"                          | svenska             | 9     | 57    |
| 12 | Georgien      | Candy              | "Candy Music"                     | georgiska, engelska | 1     | 108   |
| 13 | Belgien       | Femke              | "Een kusje meer"                  | nederländska        | 7     | 64    |

## Poängtabeller
|   |                                              | Resultat |           |          |           |         |         |                |               |         |         |          |         |    |    |
| Σ | Ryssland                                     | Lettland | Moldavien | Armenien | Bulgarien | Litauen | Ukraina | Nordmakedonien | Nederländerna | Belarus | Sverige | Georgien | Belgien |    |    |
| D | Ryssland                                     | 99       |           | 10       |           | 10      | 12      | 10             | 8             |         | 7       | 7        | 12      | 1  | 10 |
| D | Lettland                                     | 31       |           |          | 2         |         |         | 7              | 1             | 8       |         |          |         |    | 1  |
| D | Moldavien                                    | 78       | 6         | 4        |           | 6       | 10      | 2              | 7             | 6       | 4       | 8        | 4       | 4  | 5  |
| D | Armenien                                     | 85       | 8         | 1        | 7         |         | 5       |                | 10            | 7       | 5       | 5        | 8       | 10 | 7  |
| D | Bulgarien                                    | 60       | 2         | 2        | 4         | 1       |         |                | 3             | 12      | 3       | 6        | 5       | 6  | 4  |
| D | Litauen                                      | 53       |           | 6        | 6         | 2       |         |                |               | 10      |         | 4        | 1       | 12 |    |
| D | Ukraina                                      | 42       | 5         |          | 1         | 5       | 1       | 1              |               | 1       | 2       | 2        | 2       | 7  | 3  |
| D | Makedonien                                   | 31       | 1         |          | 5         |         | 2       | 4              |               |         | 1       | 3        |         | 3  |    |
| D | Nederländerna                                | 103      | 7         | 12       | 10        | 7       | 8       | 6              | 5             | 2       |         | 10       | 10      | 2  | 12 |
| D | Vitryssland                                  | 99       | 12        | 7        | 12        | 8       | 4       | 8              | 12            | 3       | 8       |          | 3       | 8  | 2  |
| D | Sverige                                      | 57       | 4         | 8        | 3         | 4       | 3       | 5              | 4             |         | 6       |          |         |    | 8  |
| D | Georgien                                     | 108      | 10        | 3        | 8         | 12      | 6       | 12             | 6             | 5       | 10      | 12       | 6       |    | 6  |
| D | Belgien                                      | 64       | 3         | 5        |           | 3       | 7       | 3              | 2             | 4       | 12      | 1        | 7       | 5  |    |
| D | Alla länder tilldelades 12 poäng automatiskt |          |           |          |           |         |         |                |               |         |         |          |         |    |    |

### 12 poäng
Nedan listas antalet tolvor ett land fick av andra länder:
| Nr | Mottagande land | Röstande land                  |
| -- | --------------- | ------------------------------ |
| 3  | Georgien        | Armenien, Litauen, Vitryssland |
| 3  | Vitryssland     | Moldavien, Ryssland, Ukraina   |
| 2  | Nederländerna   | Belgien, Lettland              |
| 2  | Ryssland        | Bulgarien, Sverige             |
| 1  | Belgien         | Nederländerna                  |
| 1  | Bulgarien       | Makedonien                     |
| 1  | Litauen         | Georgien                       |

- Alla länder fick 12 poäng i början av omröstningen för att undvika att något land skulle hamna på noll poäng. Dessa 12 poäng delades ut av Australien.

## Kommentatorer och röstavlämnare

### Kommentatorer
- Armenien – Artak Vardanyan and Marianna Javakhyan (Armenia 1)
- Belgien – Kristien Maes and Tom De Cock (Eén)
- Bulgarien – Elena Rosberg och Georgi Kushvaliev (BNT 1)
- Georgien – Temo Kvirkvelia (GPB)
- Lettland – Markus Riva (LTV)
- Litauen – Darius Užkuraitis (LRT)
- Makedonien – Elizabeta Cebova (MRT 1)
- Moldavien – Rusalina Rusu (TRM)
- Nederländerna – Marcel Kuijer (Nederland 3)
- Ryssland – Olga Shelest (Russia 1)
- Sverige – Edward af Sillén och Ylva Hällen (SVT Barnkanalen)
- Ukraina – Timur Miroshnychenko (NTU)
- Vitryssland – Denis Kuryan (Belarus 1)

### Röstavlämnare
Nedan listas samtliga deltagande länders röstavlämnare i startordning:
- Ryssland – Valentin Sadiki
- Lettland – Šarlote Lēnmane (representerade Lettland 2010)
- Moldavien – Ştefănel Roşcovan (representerade Moldavien 2010)
- Armenien – Razmik Arghajanyan
- Bulgarien – Samuil Sarandev-Sancho
- Litauen – Dominykas Žvirblis
- Ukraina – Amanda Koenig
- Makedonien – Anja Veterova (representerade Makedonien 2010)
- Nederländerna – Anna Lagerweij (representerade Nederländerna 2010 tillsammans med Senna Sitalsing)
- Vitryssland – Anna Kovalyova
- Sverige – Ina-Jane von Herff
- Georgien – Elene Makashvili
- Belgien – Jill & Lauren (representerade Belgien 2010)

## Album
Junior Eurovision Song Contest 2011: Yerevan-Armenia, är ett samlingsalbum ihopsatt av EBU och gavs ut i november 2011. Albumet innehåller alla låtar från 2011 års tävling.
| 1.           | Romeo and Juliet     | Katya Ryabova (Ryssland)         | 2:53  |
| 2.           | Moondog              | Amanda Bašmakova (Lettland)      | 2:50  |
| 3.           | No, No               | Lerika (Moldavien)               | 2:46  |
| 4.           | Welcome to Armenia   | Dalita (Armenien)                | 2:46  |
| 5.           | Superhero            | Ivan Ivanov (Bulgarien)          | 2:41  |
| 6.           | Debesys (The Clouds) | Paulina Skrabytė (Litauen)       | 2:44  |
| 7.           | Europe               | Kristall (Ukraina)               | 2:39  |
| 8.           | Žimi ovoj frak       | Dorijan Dlaka (Makedonien)       | 2:45  |
| 9.           | Teenager             | Rachel (Nederländerna)           | 2:47  |
| 10.          | Angely Dobra         | Lidiya Zablotskaya (Vitryssland) | 2:47  |
| 11.          | Faller               | Erik Rapp (Sverige)              | 2:38  |
| 12.          | Candy Music          | Candy (Georgien)                 | 2:47  |
| 13.          | Een Kusje Meer       | Femke (Belgien)                  | 2:49  |
| Total längd: | Total längd:         | Total längd:                     | 35:52 |

| 1.           | Romeo and Juliet (Instrumental version)     | Katya Ryabova (Ryssland)         | 2:53  |
| 2.           | Moondog (Instrumental version)              | Amanda Bašmakova (Lettland)      | 2:50  |
| 3.           | No, No (Instrumental version)               | Lerika (Moldavien)               | 2:46  |
| 4.           | Welcome to Armenia (Instrumental version)   | Dalita (Armenien)                | 2:46  |
| 5.           | Superhero (Instrumental version)            | Ivan Ivanov (Bulgarien)          | 2:41  |
| 6.           | Debesys (The Clouds) (Instrumental version) | Paulina Skrabytė (Litauen)       | 2:44  |
| 7.           | Europe (Instrumental version)               | Kristall (Ukraina)               | 2:39  |
| 8.           | Žimi ovoj frak (Instrumental version)       | Dorijan Dlaka (Makedonien)       | 2:45  |
| 9.           | Teenager (Instrumental version)             | Rachel (Nederländerna)           | 2:47  |
| 10.          | Angely Dobra (Instrumental version)         | Lidiya Zablotskaya (Vitryssland) | 2:47  |
| 11.          | Faller (Instrumental version)               | Erik Rapp (Sverige)              | 2:38  |
| 12.          | Candy Music (Instrumental version)          | Candy (Georgien)                 | 2:47  |
| 13.          | Een Kusje Meer (Instrumental version)       | Femke (Belgien)                  | 2:49  |
| Total längd: | Total längd:                                | Total längd:                     | 35:52 |